# Scorched (Overkill)
Scorched è il ventesimo album in studio del gruppo thrash metal statunitense Overkill, pubblicato nel 2023.

## Tracce
1. Scorched – 6:13
2. Goin' Home – 4:31
3. The Surgeon – 5:33
4. Twist of the Wick – 5:34
5. Wicked Place – 5:00
6. Won't Be Comin' Back – 4:30
7. Fever – 5:33
8. Harder They Fall – 4:23
9. Know Her Name – 5:11
10. Bag o' Bones – 4:37

## Formazione
- Bobby "Blitz" Ellsworth – voce
- D.D. Verni – basso
- Dave Linsk – chitarra
- Derek Tailer – chitarra
- Jason Bittner – batteria